# Aedes diantaeus
Aedes diantaeus é um espécie de mosquito do género Aedes, pertencente à família Culicidae.